# August Bertelmann
August Bertelmann (ur. w Kaliszu, zm. luty 1904) – malarz i nauczyciel związany z Kaliszem.

## Życiorys
Nie jest znana dokładna data jego urodzenia, najprawdopodobniej urodził się w latach 20. XIX wieku w rodzinie kaliskich ewangelików. W 1870 roku odpowiadał za renowację kościoła św. Michała Archanioła w Russocicach, w 1872 roku pracował przy odnawianiu obrazów w kościele św. Mikołaja w Kaliszu. Był autorem obrazu Wniebowstąpienie Pańskie, znajdującego się w ołtarzu głównym kościoła św. Wojciecha i św. Stanisława w Kaliszu oraz obrazów m.in. w kościele św. Józefa i św. Piotra z Alkantry i kościoła w Stawiszynie. Pod koniec lat 80. XIX wieku odpowiadał za wystrój malarski pałacu w Kościelcu, gdzie tworzył plafony i malowidła.
Pracował także jako nauczyciel rysunku w Wyższej Szkole Realnej w Kaliszu. Był również członkiem Ochotniczej Straży Ogniowej w Kaliszu, gdzie został naczelnikiem oddziału gaszenia ognia – sekcji toporników i członkiem Dozoru Kościelnego w kaliskiej gminie ewangelickiej. Zmarł w lutym 1904 roku.